# Пактика
Пактика је једна од 34 провинције Авганистана. Налази се у југоисточном дијелу земље. Већина становништва су конзервативни сунитски, народ Паштуни. Главни град провинције је Шаран.